# أسبن فارماكير
أسبن فارماكير (بالإنجليزية: Aspen Pharmacare)‏ هي شركة دوائية متعددة الجنسيات مقرها في جنوب إفريقيا، وكانت قد تأسست في سنة 1997.
تعد هذه الشركة من أكبر الشركات الدوائية في قارة إفريقيا؛ ولها طيف واسع من المنتجات، من ضمنها تدابير علاج الإيدز، وعلاج مرض السرطان.